# Pecados capitales
Los siete pecados capitales, también conocidos como vicios capitales, es una agrupación y categorización de las faltas humanas que, además de ser contrarias a las enseñanzas cristianas en función del objeto elegido, del fin que se busca o la intención y de las circunstancias de la acción u omisión, se cometen de modo reiterado, repetitivo o habitual oscureciendo la conciencia y distorsionando la valoración concreta de los actos humanos (conforme al Catecismo de la Iglesia Católica, 1865, 1866 y 1750)
Ellos son: la ira, la gula, la soberbia, la lujuria, la pereza, la envidia, y la avaricia. 
El término «capital» (de caput, capitis, "cabeza", en latín) no se refiere a la magnitud del pecado sino a que da origen a muchos otros pecados, de acuerdo con Santo Tomás de Aquino (II-II:153:4).

Un vicio capital es aquel que tiene un fin excesivamente deseable, de manera tal que en su deseo, un hombre comete muchos pecados, todos los cuales se dice son originados en aquel vicio como su fuente principal. […] Los pecados o vicios capitales son aquellos a los que la naturaleza humana está principalmente inclinada.
Tomás de Aquino

Los vicios pueden ser catalogados según las virtudes a que se oponen, o también pueden ser referidos a los pecados capitales que la experiencia cristiana ha distinguido siguiendo a san Juan Casiano y a san Gregorio Magno (Mor. 31, 45). Son llamados capitales porque generan otros pecados, otros vicios. Son la soberbia, la avaricia, la envidia, la ira, la lujuria, la gula, la pereza.
Catecismo de la Iglesia Católica, n.º 1866,
artículo 8, «El pecado» (V: La proliferación del pecado).

Al principio del cristianismo, todos los escritores religiosos ―Cipriano de Cartago, Juan Casiano, Columbano de Luxeuil, Alcuino de York― enumeraban ocho pecados capitales. El número siete fue dado por el papa Gregorio Magno y se mantuvo por la mayoría de los teólogos de la Edad Media.

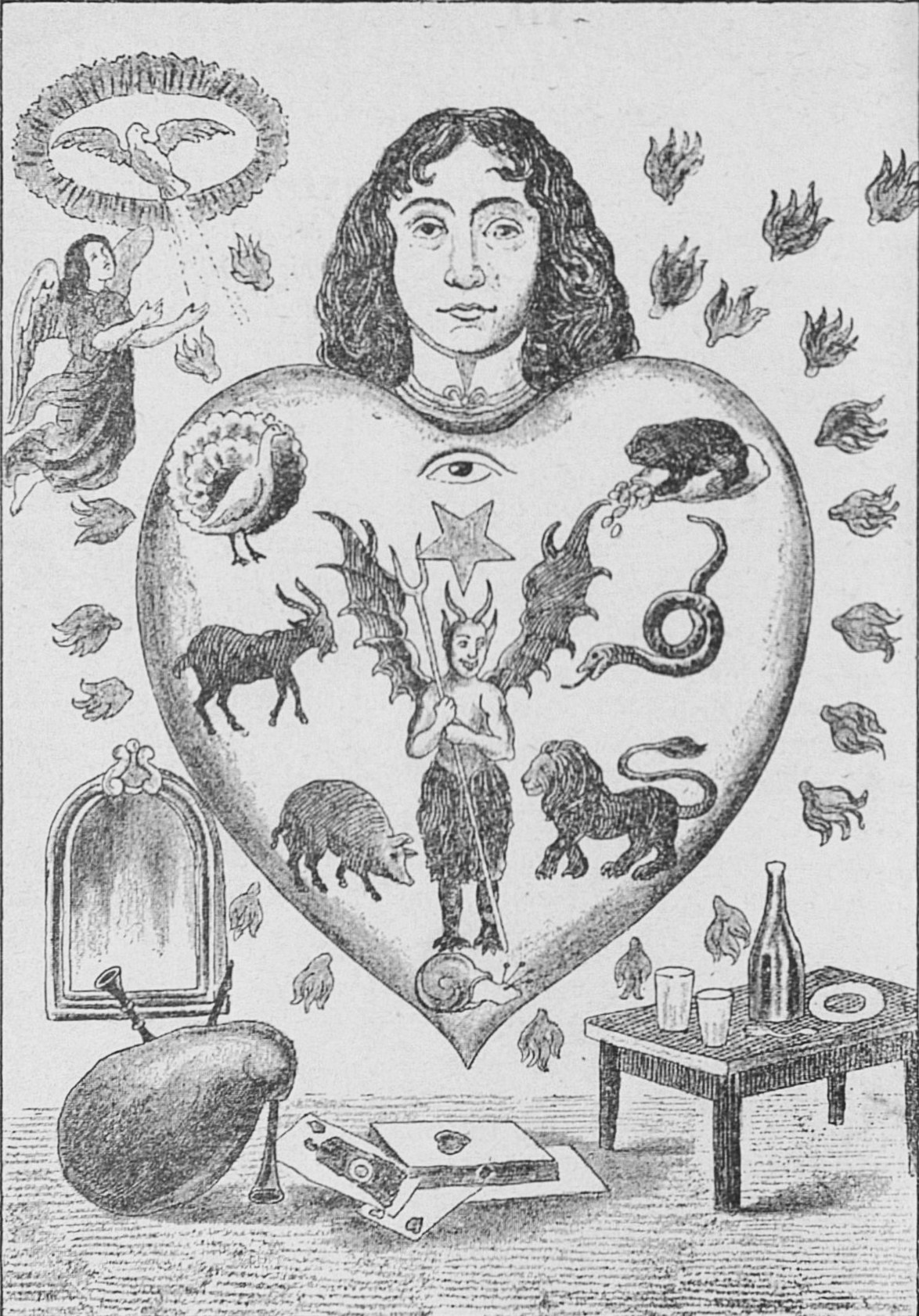
Una imagen alegórica que representa el corazón humano sujeto a los siete pecados capitales, cada uno representado por un animal (en el sentido de las agujas del reloj: sapo = avaricia; serpiente = soberbia; león = ira; caracol = pereza; cerdo = gula; cabra = lujuria; pavo real = envidia).

## Orígenes y evolución
La Iglesia Católica usó el marco de los pecados capitales para ayudar a las personas a frenar sus inclinaciones malvadas antes de que pudieran enconarse e involucra -en general- estos caracteres especiales:
- La interacción entre la carne, la pasión en los placeres mundanos y el demonio
- La concupiscencia
- El pecado
- El vicio

El ideal cristiano del celibato y de la virginidad que aparecen en el capítulo VI y VII de la Primera epístola a los corintios. A partir de la definición de carne, mundo y demonio como enemigos del alma, se habla de la "pasión mundana" o "excitación del apetito sensible concupiscible" que se caracteriza por un goce placentero de los sentidos sin un fin espiritual, puramente físico (como el beber en exceso), psíquico (como la fantasía sexual) o social (como el vulgarismo).
Los Padres de la Iglesia se centraron especialmente en el orgullo, considerado el pecado que separa el alma de la "gracia santificante" y que es la esencia misma del mal, así como la codicia, con estos dos pecados subyacentes a todos los demás pecados. Los siete pecados capitales fueron discutidos en tratados y representados en pinturas y decoraciones de esculturas en iglesias católicas, así como en innumerables rollos y códices manuscritos dados como enseñanza.

## Antecedentes grecorromanos
Los siete pecados capitales, como los conocemos, tenían precedentes griegos y romanos precristianos. La Ética a Nicómaco define las virtudes como el término medio entre dos extremos, cada uno de los cuales es un vicio. El valor, por ejemplo, es la virtud ante una situación de miedo y peligro; el exceso de valor es temeridad, mientras que la ausencia de valor es cobardía. Aparte del valor, Aristóteles distingue virtudes como la templanza (dominio propio), la generosidad, la grandeza del alma (magnanimidad), la ira mesurada, la amistad y el ingenio o el encanto.
Ya en el mundo romano, el poeta latino Horacio en sus Odas acuñó el término "Aurea mediocritas" para aludir al deseo de comportarse de acuerdo con un punto medio entre los extremos (Oda I, 28; Oda II, 10); o un estado ideal alejado de cualquier exceso (hybris) mediante la justa medida de los términos opuestos (concordia oppositorum). Sus primeras epístolas dicen que "huir del vicio es el comienzo de la virtud, y deshacerse de la necedad es el comienzo de la sabiduría". También escribe sobre el paso del tiempo y del otium (ocio): "El ocio es una perversa sirena de la que debemos huir".

## La Apatheia y los pensamientos malvados de los padres del desierto
La identificación y definición de los pecados capitales a través de su historia ha sido un proceso fluido y ―como es común con algunos aspectos de la religión― con el tiempo ha evolucionado la idea de lo que envuelve cada uno de estos pecados. Ha contribuido a estas variaciones el hecho de que no se hace referencia a ellos de una manera coherente o codificada en la Biblia y por tanto se han consultado otros trabajos tradicionales (literarios o eclesiásticos) para conseguir definiciones precisas de los pecados capitales.
Se sabe que el obispo africano Cipriano de Cartago (f. 258) ―en libro IV  de su obra De Mortalitate («Sobre la mortalidad»)― escribió acerca de ocho pecados principales, en el contexto del desorden social causado por una pandemia que afligió al Imperio romano en el tercer cuarto del siglo III.
No obstante, la primera elaboración teórica proviene de uno de los denominados Padres del desierto en el siglo IV: Evagrius Ponticus. Este anacoreta, inspirándose en el exégeta Orígenes, escribió en koiné Sobre los ocho vicios malvados, una lista de ocho vicios o pensamientos malvados ("logismoi") fuentes de toda palabra, pensamiento o acto impropio, contra los que sus compañeros monjes debían guardarse en especial y en contraposición al "logion" que es un dicho sabio y edificante.
Evagrio postula la necesidad del "praktiké" (cuya significación más cercana sería "vida activa") como actividad inicial necesaria para purificar las pasiones del alma por medio de la "ascesis" (dominar el cuerpo para iluminar el alma), buscar el silenciamiento interior ("hesyquia") a través del"sunesis" (confluir en Dios para lograr entendimiento) y encontrar la "epignosis" (tener una relación íntima con la fuente de ese conocimiento preciso y correcto) con el propósito de alcanzar la "apatheia" (el estado de plenitud espiritual). Para ello resalta una virtud primigenia: la "enkrateia", cuya significación griega ("dominio propio, control sobre uno mismo") es más amplia que las voces latinas "temperantia" (templanza) y "continentia" (continencia). Por eso, su escrito sobre los vicios se inicia diciendo: "El origen del fruto es la flor y el origen de la vida activa es el control sobre uno mismo".
En cuanto a los vicios que distraen el pensamiento, el motor de las reflexiones de Evagrio es la noción cristiana de la concupiscencia. Esta es caracterizada como la inclinación a cometer pecado, cuyo fuente bíblica es la Carta de Santiago, capítulo 1, del versículo 13 al 15, y que predomina en el mundo natural (II Pedro,1:4). Agrupó los ocho vicios en dos categorías:
- Tres vicios hacia el deseo de posesión:
  - Gastrimargia (Γαστριμαργία, refiere a los efectos de la gula y ebriedad en el vientre).
  - Porneia (Πορνεία, "amor a la carne")
  - Filarguria (Φιλαργυρία, philarguria, "amor hacia el dinero").
- Cinco vicios irascibles, que ―al contrario que los concupiscibles―, no son deseos sino carencias, privaciones o frustraciones:
  - orgè (Ὀργή, cólera irreflexiva, crueldad, violencia).
  - Lúpê (Λύπη, tristeza, abatimiento del alma). En Philokalia es traducida como envidia, tristeza por la buena fortuna de otro.
  - Acedia (Ἀκηδία, falta de interés, descuido, desesperanza). En Philokalia es traducida como abatimiento.
  - Kenodoxia (Κενοδοξία, vanagloria, jactancia).
  - Uperèphania (Ὑπερηφανία, soberbia, orgullo). A veces traducido como autoestimación exagerada, arrogancia o grandiosidad.

Para el anacoreta, el exceso en el consumo de bebidas y alimentos es el origen de las pasiones o del deseo extralimitado hacia un bien sensible: "la mucha leña alienta una gran llama y la abundancia de comida nutre la concupiscencia". Evagrio no utilizaba la noción latina de "gula", sino la voz griega "gastrimargia", que se traduce literalmente como "locura del vientre". La indigestión que causa el exceso de comidas es el simiente de los malos pensamientos que derivan en el pecado, y así postula una idea sobre lo que hoy podría denominarse una mala higiene del sueño: "Un vientre indigente prepara para una oración vigilante, al contrario un vientre bien lleno invita a un sueño largo. Una mente sobria se alcanza con una dieta muy magra, mientras que una vida llena de delicadezas arroja la mente al abismo".
En cuanto al tratamiento que se da a la lujuria ("porneia"), los anacoretas estaban obsesionados con el cuerpo ("la carne"), el sexo y la demonología. Ciertamente, el monacato se basaba en disciplinar el cuerpo contra el sexo y contra el diablo. El desierto fue identificado como un lugar en el que no había mujeres y así nacieron los "padres del desierto". Sin embargo, la tentación demoníaca se suplió con la fantasía basada en mitos y leyendas egipcias. En efecto, "el egipcio" es el nombre que los padres del desierto daban a un demonio cruel y despiadado en las formas de la tentación y al que refiere Evagrio en un pasaje de su tratado ("Si matas a un egipcio, escóndelo bajo la arena").
La tristeza es descripta como una sensación de decaimiento o infelicidad en respuesta a una aflicción, desánimo o desilusión. Dice Evagrio: "El monje afectado por la tristeza no conoce el placer espiritual: la tristeza es un abatimiento del alma y se forma de los pensamientos de la ira. El deseo de venganza, en efecto, es propio de la ira, el fracaso de la venganza genera la tristeza (...)".
La acedia describe al monje sin motivación para hacer las cosas y es un punto de ruptura en la relación espiritual del hombre con Dios. A veces es descripta como descuido, desapego espiritual o falta de compromiso con las tareas, otras veces es ansiedad o falta de concentración en el obrar. Dice Evagrio:

"El monje giróvago, como seca brizna de la soledad, está poco tranquilo, y sin quererlo, es suspendido acá y allá cada cierto tiempo.

Un árbol transplantado no fructifica y el monje vagabundo no da fruto de virtud. El enfermo no se satisface con un solo alimento y el monje acedioso no lo es de una sola ocupación […]
El ojo del acedioso se fija en las ventanas continuamente y su mente imagina que llegan visitas: la puerta gira y éste salta fuera, escucha una voz y se asoma por la ventana y no se aleja de allí hasta que, sentado, se entumece.
Cuando lee, el acedioso bosteza mucho, se deja llevar fácilmente por el sueño, se refriega los ojos, se estira y, quitando la mirada del libro, la fija en la pared y, vuelto de nuevo a leer un poco, repitiendo el final de la palabra se fatiga inútilmente, cuenta las páginas, calcula los párrafos, desprecia las letras y los ornamentos y finalmente, cerrando el libro, lo pone debajo de la cabeza y cae en un sueño no muy profundo, y luego, poco después, el hambre le despierta el alma con sus preocupaciones.
El monje acedioso es flojo para la oración y ciertamente jamás pronunciará las palabras de la oración; como efectivamente el enfermo jamás llega a cargar un peso excesivo así también el acedioso seguramente no se ocupará con diligencia de los deberes hacia Dios: a uno le falta, efectivamente, la fuerza física, el otro extraña el vigor del alma.
La paciencia, el hacer todo con mucha constancia y el temor de Dios curan la acedia.

Dispón para ti mismo una justa medida en cada actividad y no desistas antes de haberla concluido, y reza prudentemente y con fuerza y el espíritu de la acedia huirá de ti."
Cap. XIII a XIV

La jactancia o vanagloria ("kenodoxia", en griego) es hablar con excesivo orgullo y autosatisfacción acerca de los logros, las posesiones o las habilidades de uno. Kenodoxos o kenodoxia es un término paulino compuesto por kenos ("vacío, vano") y doxa ("opinión"). La mejor compresión de su significado es por el contraste entre la humildad o sumisión con deseo de alabanza -el deseo de fama en la modernidad- que aparece en Gálatas 5:26 y en Filipenses 2:3. Así lo entiende Evagrio cuando dice: "(...) serán inútiles el ayuno, la vigilia o la oración, porque es la aprobación pública la que excita el celo. No pongas en venta tus fatigas a cambio de la fama, ni renuncies a la gloria futura por ser aclamado. En efecto, la gloria humana habita en la tierra y en la tierra se extingue su fama, mientras que la gloria de las virtudes permanecen para siempre".
La soberbia ("hiperēphania" en griego) se refiere a un sentido tonto e irracionalmente corrupto del valor personal, la posición o los logros de uno. Dice Evagrio:

Se enferma de soberbia el apóstata de Dios cuando adjudica a sus propias capacidades las cosas bien logradas.

Como aquel que trepa en una telaraña se precipita, así cae aquel que se apoya en sus propias capacidades [...]
Contempla tu naturaleza porque eres tierra y ceniza y dentro de poco volverás al polvo, ahora soberbio y dentro de poco gusano.

¿Para qué elevas la cabeza que dentro de poco se marchitará?"
Cap. XVII a XVIII

## Los ocho pecados capitales
En el siglo V, el sacerdote y anacoreta Juan Casiano (probablemente discípulo de Evagrius en Nitria) con su obra De institutis coenobiorum (V, coll. 5, «de octo principalibus vitiis»)― introdujo las enseñanzas de Ponticus en Europa, traducidas al latín, y expuso las obligaciones del monje y los vicios contra los que ha de estar prevenido. Su trabajo resultó fundamental para las prácticas confesionales católicas como se documenta en los manuales penitenciales y las historias recogidas en la literatura medieval, tal cual surge de la lectura del "Cuento del Párroco" relatado por Geoffrey Chaucer en Los cuentos de Canterbury de finales del siglo XIV.
A diferencia de Evagrio, Casiano expone sus Instituciones para la vida monacal en comunidad (los cenobítas) y considera que la anacoresis solamente es posible en aquellas almas ya purificadas de los vicios.
- Gastrimargía: que Casiano dejó en griego porque no encontró una palabra acomodada en latín que significara simultáneamente gula y ebriedad.
- Porneia: utiliza la voz latina "fornicatio" (fornicación).
- Philargyría: "philarguria"
- Lúpê: utiliza la voz latina "tristitia" (tristeza).
- Orgế: Utiliza la voz latina ira
- Akêdía: utiliza la voz latinizada Acedia
- Kenodoxía: cenodoxia
- Huperêphanía: utiliza la voz latina "superbia" (soberbia).

Los "malos pensamientos" se clasificaron en tres tipos:
- apetito lujurioso (glotonería, fornicación y avaricia)
- irascibilidad (ira)
- corrupción de la mente (vanagloria, tristeza, soberbia y acedia)

Columbano de Lexehuil (540-615) ―en su Instructio de octo vitiis principalibus en Bibl. max. vet. patr. (XII, 23)― y Alcuino de York (735-804) ―en su De virtut. et vitiis, (XXVII y siguientes)― continuaron la idea de ocho pecados capitales.

## Siete pecados capitales
El 7 de febrero de 590, la plaga de Justiniano acabó con la vida de Pelagio II, y Gregorio I se convirtió en el primer monje en llegar al papado. Desde esa posición concluye sus comentarios pastorales sobre el Libro de Job en su Moralia, sive Expositio in Job. En la misma, revisó los trabajos de Evagrio y Casiano acerca de los pecados capitales (Moralia, XXXI, XVII) y reelaboró esa categoría, reduciendo a siete el número de vicios del comportamiento.
- lujuria
- ira
- soberbia
- envidia
- avaricia
- pereza
- gula

San Buenaventura de Fidanza (1218-1274) enumeró los mismos.
Santo Tomás de Aquino (1225-1274) respetó esa misma lista, con otro orden:
- vanagloria (soberbia).
- avaricia
- glotonería
- lujuria
- pereza
- envidia
- ira

El poeta Dante Alighieri (1265-1321) utilizó el mismo orden del papa Gregorio Magno en «El Purgatorio», la segunda parte del poema La Divina Comedia (c. 1308-1321). La teología de La Divina Comedia casi ha sido la mejor fuente conocida desde el Renacimiento (siglos XV y XVI).
Muchas interpretaciones y versiones posteriores, especialmente derivaciones conservadoras del protestantismo y del movimiento cristiano pentecostal han postulado temibles consecuencias para aquellos que cometan estos pecados como un tormento eterno en el infierno, en vez de la posible absolución a través de la penitencia en el purgatorio.

## Los pecados capitales

### Soberbia

Todo es vanidad por Charles Allan Gilbert

En casi todas las listas de pecados, la soberbia (en latín, superbia) es considerado el original y más serio de los pecados capitales, y de hecho, es la principal fuente de la que derivan los otros. Es identificado como un deseo por ser más importante o atractivo que los demás, fallando en halagar a los otros. Se identifica como un egoísmo peligrosamente corrupto, anteponiendo los propios deseos, impulsos, anhelos y caprichos al bienestar de otras personas.
En casos aún más destructivos, es creer irracionalmente que uno es esencial y necesariamente mejor, superior o más importante que los demás, no reconocer los logros de los demás y admiración excesiva de la imagen personal o de uno mismo (especialmente olvidar la propia falta de divinidad y negarse a reconocer los propios límites, faltas o errores como ser humano).
Jonathan Edwards dijo "Recuerda que la soberbia es la peor víbora que puede haber en el corazón, el mayor perturbador de la paz del alma y de la dulce comunión con Cristo. Fue el primer pecado y está en los cimientos de la casa de Satán. Es el pecado más difícil de arrancar ya que es el pecado que mejor se esconde. Muy a menudo e inconscientemente entra en la religión bajo el disfraz de falsa humildad."
Genéricamente se define como la sobrevaloración del Yo respecto de otros por superar, alcanzar o superponerse a un obstáculo, situación o bien en alcanzar un estatus elevado e infravalorar al contexto. También se puede definir la soberbia como la creencia de que todo lo que uno hace o dice es superior, y que se es capaz de superar todo lo que digan o hagan los demás. También se puede tomar la soberbia como la confianza exclusiva en las cosas vanas y vacías (vanidad) y en la opinión de uno mismo exaltada a un nivel crítico y desmesurado (prepotencia).
Soberbia (del latín superbia) y orgullo (del francés orgueil), son propiamente sinónimos aun cuando coloquialmente se les atribuye connotaciones particulares cuyos matices las diferencian. Otros sinónimos son: altivez, arrogancia, vanidad, etc. Como antónimos tenemos: humildad, modestia, sencillez, etc. El principal matiz que las distingue está en que el orgullo es disimulable, e incluso apreciado, cuando surge de causas nobles o virtudes, mientras que a la soberbia se la concreta con el deseo de ser preferido a otros, basándose en la satisfacción de la propia vanidad, del Yo o ego. Por ejemplo, una persona Soberbia jamás se "rebajaría" a pedir perdón, o ayuda, etc.
Existen muchos tipos de soberbia, como la vanagloria o cenodoxia, también denominada en las traducciones de la Biblia como vanidad, que consiste en el engreimiento de gloriarse de bienes materiales o espirituales que se poseen o se cree poseer, deseando ser visto, considerado, admirado, estimado, honrado, alabado e incluso halagado por los demás hombres, cuando la consideración y la gloria que se buscan son humanas exclusivamente. La cenodoxia engendra además otros pecados, como el amor al dinero (codicia) y el amor al poder.

### Ira

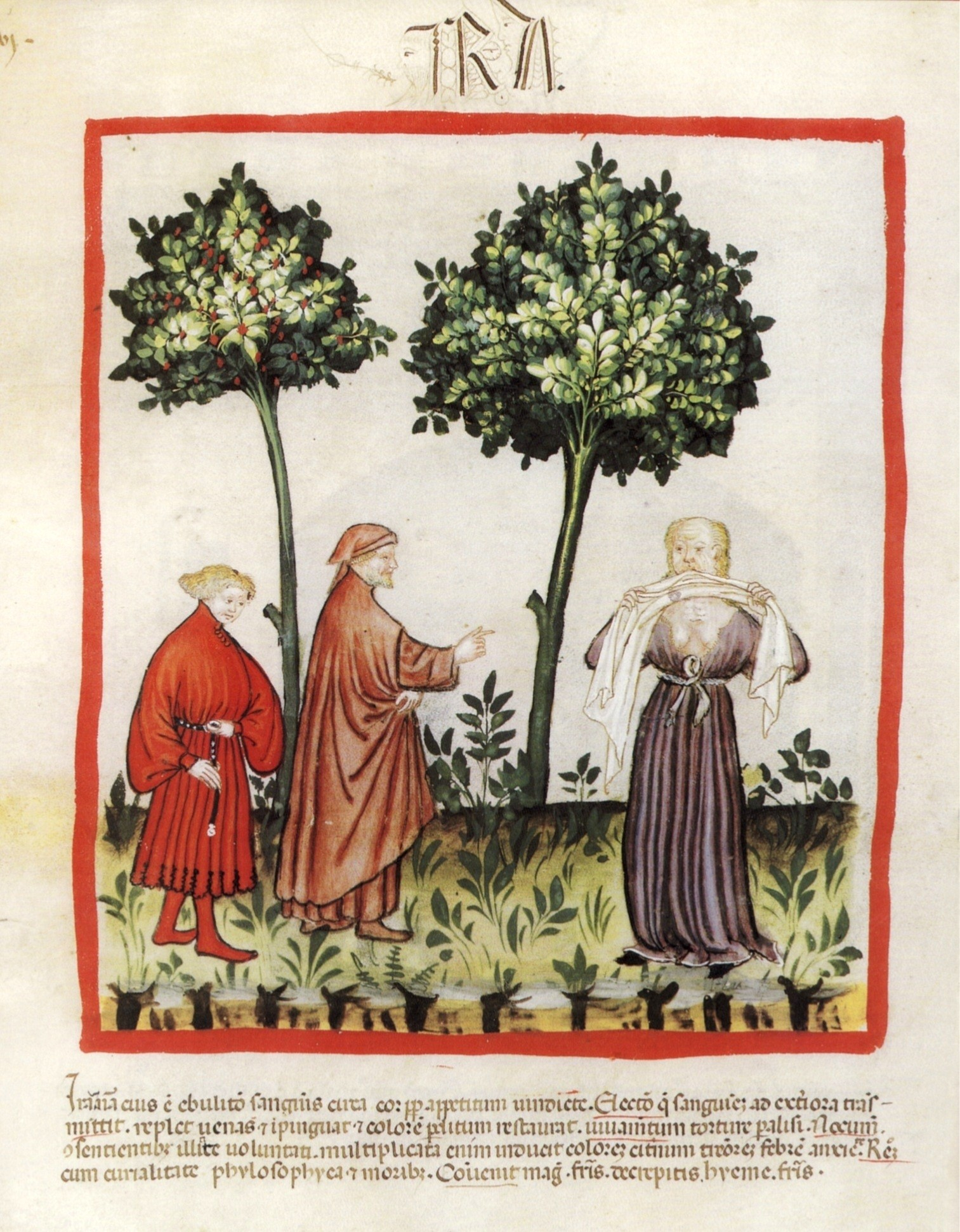
Ira por Tacuinum sanitatis

La ira (en latín, ira) puede ser descrita como una emoción no ordenada, ni controlada, de odio y enfado. Estas emociones se pueden manifestar como una negación vehemente de la verdad tanto hacia los demás como hacia uno mismo; un deseo de venganza que origina impaciencia con los procedimientos judiciales y que puede impulsar a saltárselos, llevando a la persona a tomarse la justicia por su  mano; fanatismo en creencias políticas y religiosas, generalmente deseando hacer mal a otros. Una definición moderna también incluiría odio e intolerancia hacia otros por motivos de raza o religión, llevando a la discriminación. Entre las transgresiones derivadas de la ira se encuentran algunas de las más graves, como  el homicidio y el genocidio.
La ira es el único pecado que no se relaciona necesariamente con el egoísmo o el interés personal (aunque uno puede tener ira por egoísmo).
Dante describe a la ira como «amor por la justicia pervertido a venganza y resentimiento».

### Avaricia

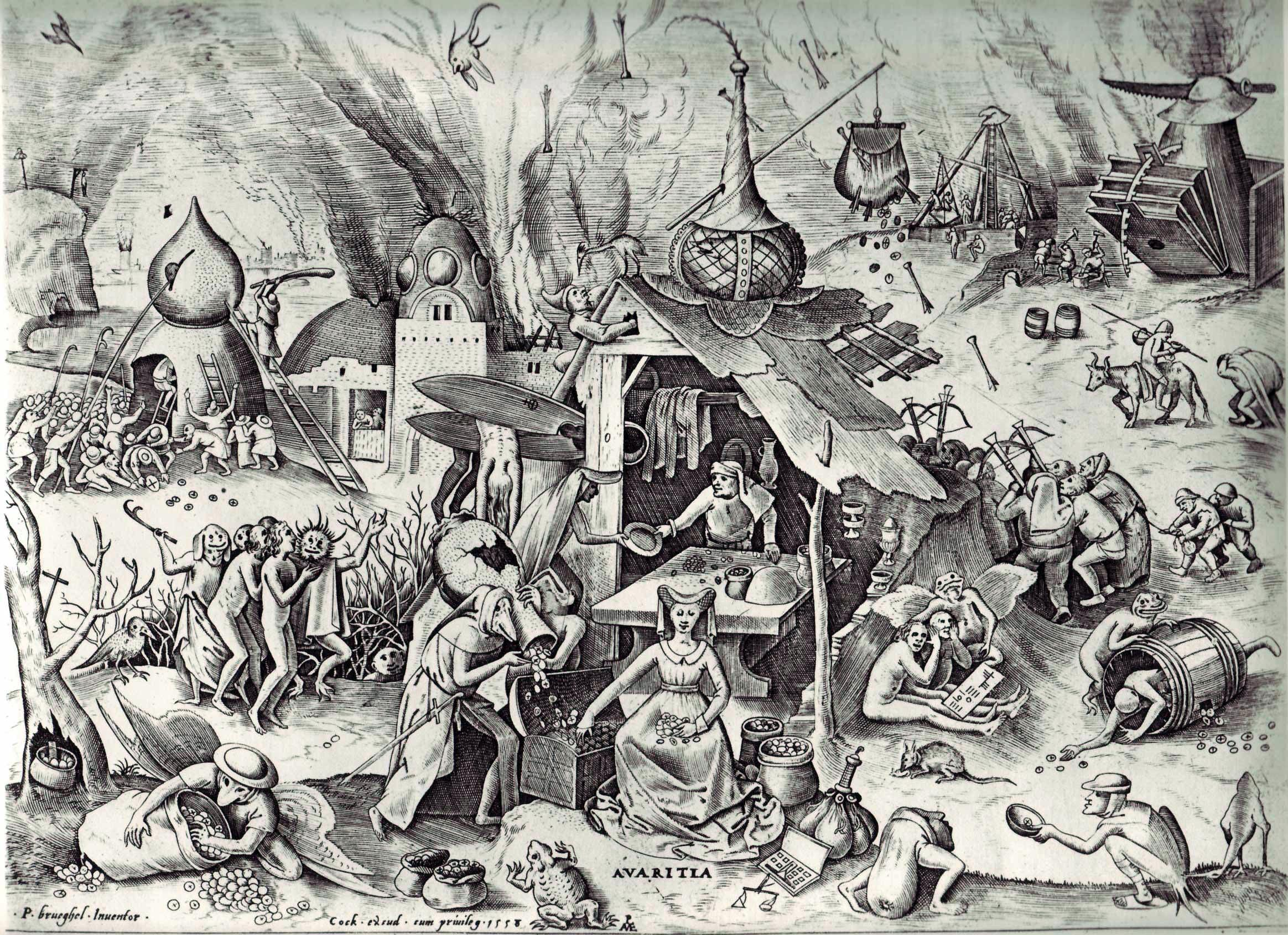
Avaricia por Pieter Brueghel

La avaricia (en latín, avaritia) es —como la lujuria y la gula—, un pecado de exceso. La particularidad de la avaricia (vista por la Iglesia) es que se caracteriza  por el deseo vehemente de adquirir riquezas y bienes en cantidades mayores de lo que es necesario para satisfacer las propias necesidades, entendiendo por necesidades todas aquellas que procuran el desarrollo integral de la persona.
Santo Tomás de Aquino afirmaba que la avaricia es «un pecado contra Dios, al igual que todos los pecados mortales, en lo que el hombre condena las cosas eternas por las cosas temporales».[cita requerida]
En el Purgatorio de Dante los penitentes eran obligados a arrodillarse en una piedra y recitar los ejemplos de avaricia y sus virtudes opuestas.
San Agustín, la describe así: "La avaricia no es un vicio del oro, sino del hombre que ama perversamente el oro, dejando a un lado la justicia".(De Civitate Dei XII, 8).
De la avaricia se derivan muchos otros ejemplos de pecados, tales como: deslealtad y traición deliberada, especialmente para un beneficio personal como en el caso de quien soborna o de quien se deja sobornar; robo y asalto, especialmente con violencia; mentira y engaño; simonía; etc.

### Envidia

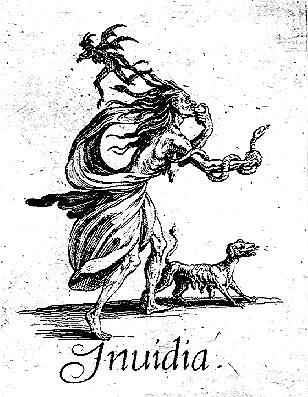
Envidia por Jacques Callot

Como la avaricia, la envidia (en latín, invidia) se caracteriza por un deseo insaciable. Pero hay dos grandes diferencias entre una y otra. La primera diferencia es que la avaricia se asocia exclusivamente con los bienes materiales, mientras que el campo de la envidia es más general, incluyendo bienes intangibles como las cualidades que tiene otra persona, etc. La segunda diferencia es que el pecado de envidia tiene una fuerte connotación personal: se desea vehementemente un bien que tiene una persona particular y concreta. El deseo vehemente va acompañado de la percepción aguda y dolorosa de que uno carece del bien que aquella persona posee, percibiéndose aquella situación como injusta o indebida según la propia visión estrecha y egocéntrica, y por tanto deseándose el mal para aquella persona, y sintiendo satisfacción si le ocurre algo malo.

La envidia va tan flaca y amarilla porque muerde y no come
Francisco de Quevedo

Dante Alighieri define la envidia como «amor por los propios bienes pervertido al deseo de privar a otros de los suyos». En la Divina Comedia el castigo para los envidiosos es el de tener los ojos cosidos con alambres de hierro, como consecuencia de haberse complacido al ver a otros caer.
El primer envidioso según el relato bíblico fue Caín, que sentía hacia su hermano Abel una envidia tan profundamente perturbadora que le llevó a asesinarlo. Probablemente su envidia estaba mezclada con la soberbia, pecado capital que tiene un carácter más activo que la envidia.

### Lujuria

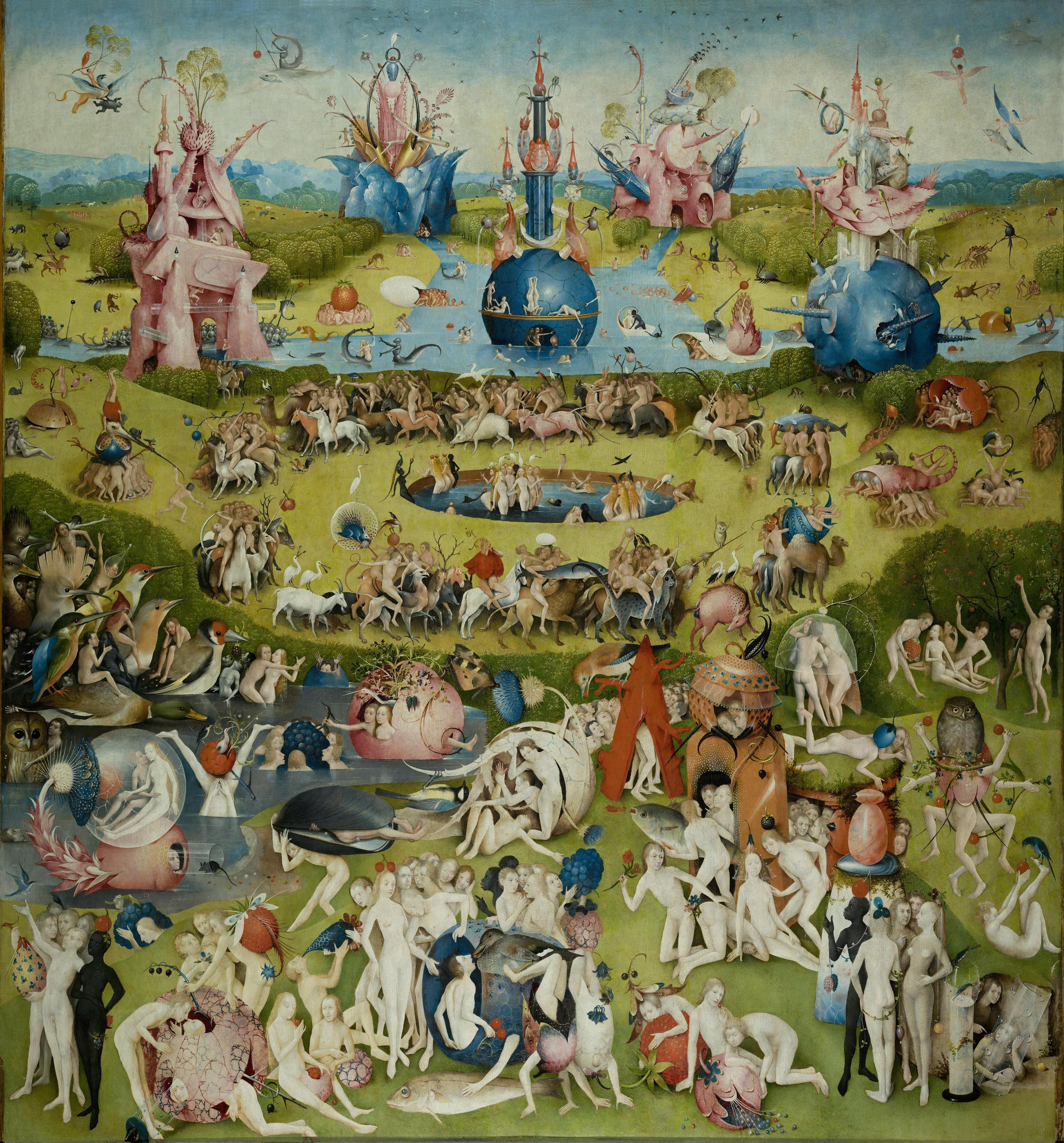
El jardín de las delicias de Hieronymus Bosch.

La lujuria (en latín, luxuria, ‘abundancia’, ‘exuberancia’) es usualmente considerada como el pecado producido por los pensamientos excesivos de naturaleza sexual, o un deseo sexual desordenado e incontrolable.
En la actualidad se considera lujuria a la compulsión sexual o adicción a las relaciones sexuales. También entran en esta categoría el adulterio y la violación.
A lo largo de la historia, diversas religiones han condenado o desalentado en mayor medida o menor medida la lujuria.
Dante Alighieri consideraba que lujuria era el amor hacia cualquier persona, lo que pondría a Dios en segundo lugar. Según otro autor[cita requerida] la lujuria son los pensamientos posesivos sobre otra persona.
Por otra parte, el Diccionario de la Real Academia Española (DRAE, XXII edición, 2012) define el significado y uso apropiado de la palabra «lujuria» de dos maneras: Como un «Vicio consistente en el uso ilícito o en el apetito desordenado de los deleites carnales». O como el «Exceso o demasía en algunas cosas».

### Gula

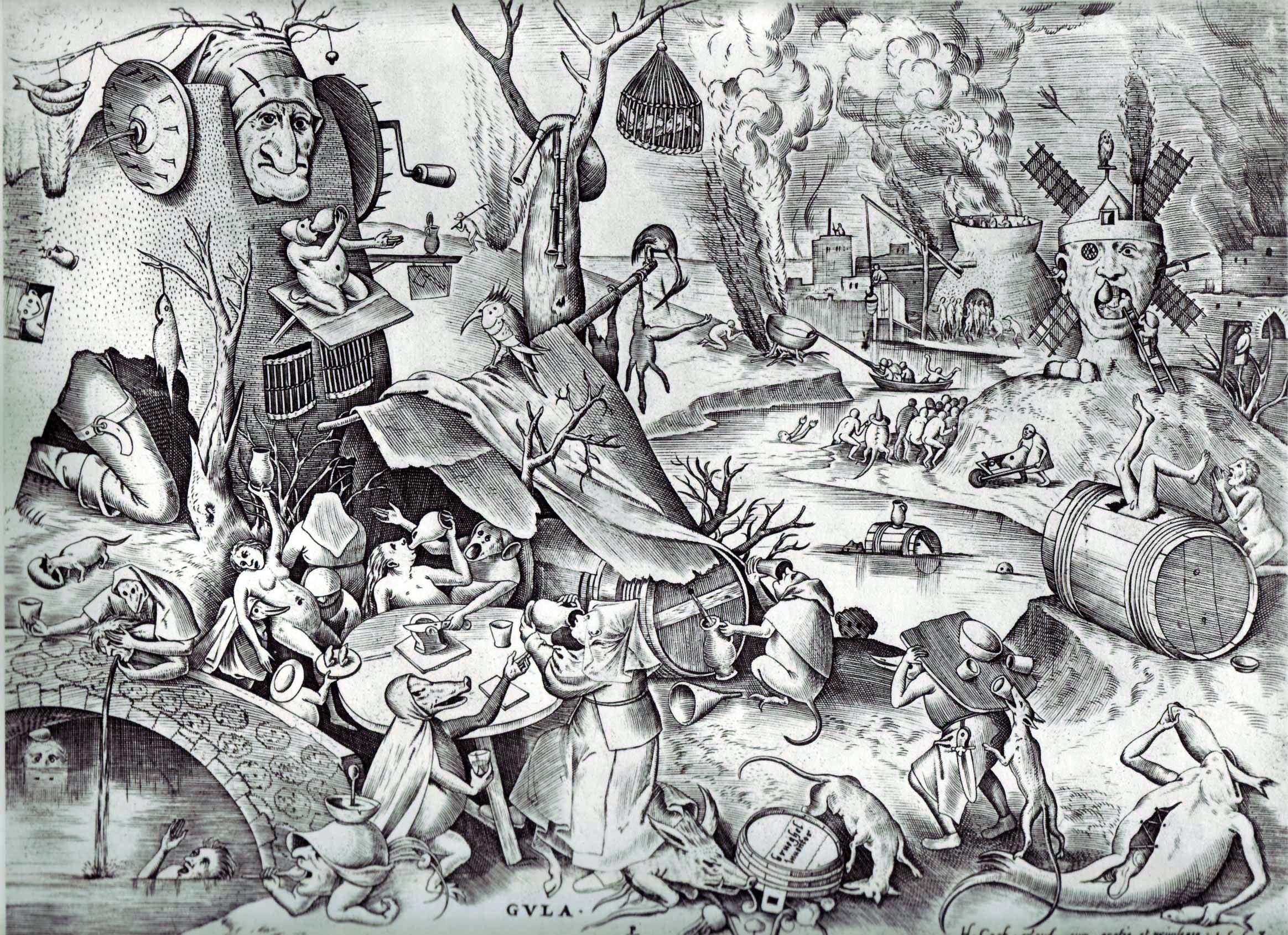
Gula por Pieter Brueghel.

Actualmente la gula (en latín, gula) se identifica con la glotonería, el consumo excesivo de comida y bebida. En cambio en el pasado cualquier forma de exceso podía caer bajo la definición de este pecado. Marcado por el consumo excesivo de manera irracional o innecesaria, la gula también incluye ciertas formas de comportamiento destructivo. De esta manera el abuso de sustancias o las borracheras pueden ser vistos como ejemplos de gula. En La Divina Comedia de Alighieri, los penitentes en el Purgatorio eran obligados a pararse entre dos árboles, incapaces de alcanzar y comer las frutas que colgaban de las ramas de estos y por consecuencia se les describía como personas hambrientas. Es un vicio de deseo desordenado.

### Pereza

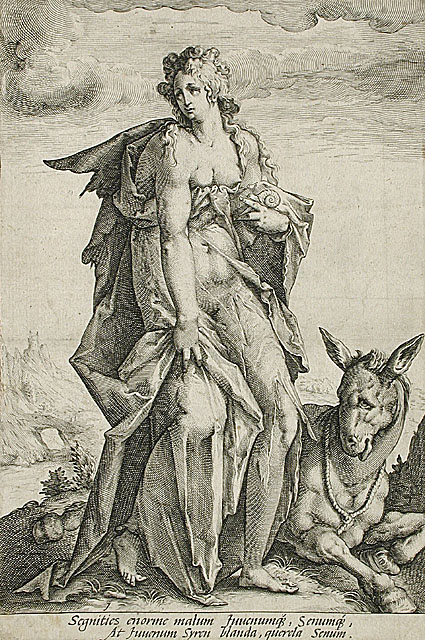
Pereza por Jacob Matham

La simple «pereza», más aún el «ocio», no parecen constituir una falta. Hemos preferido, por esto, el concepto de «acidia» o «acedía». Tomado en sentido propio es una «tristeza de ánimo» que aparta al creyente de las obligaciones espirituales o divinas, a causa de los obstáculos y dificultades que en ellas se encuentran. Bajo el nombre de cosas espirituales y divinas se entiende todo lo que Dios nos prescribe para la consecución de la eterna salud (la salvación), como la práctica de las virtudes cristianas, la observación de los preceptos divinos, de los deberes de cada uno, los ejercicios de piedad y de religión. Concebir pues tristeza por tales cosas, abrigar voluntariamente, en el corazón, desgano, aversión y disgusto por ellas, es pecado capital.
Tomada en sentido estricto es pecado mortal en cuanto se opone directamente a la caridad que nos debemos a nosotros mismos y al amor que debemos a Dios. De esta manera, si deliberadamente y con pleno consentimiento de la voluntad, nos entristecemos o sentimos desgana de las cosas a las que estamos obligados; por ejemplo, al perdón de las injurias, a la privación de los placeres carnales, entre otras; la acidia es pecado grave porque se opone directamente a la caridad de Dios y de nosotros mismos.
Considerada en orden a los efectos que produce, si la acidia es tal que hace olvidar el bien necesario e indispensable a la salud eterna, descuidar notablemente las obligaciones y deberes o si llega a hacernos desear que no haya otra vida para vivir entregados impunemente a las pasiones, es sin duda pecado mortal.

## Arte y literatura
El poeta hispanolatino Aurelio Prudencio (348-410) ya utilizó personificaciones alegóricas de los vicios y virtudes en combate en su poema Psychomachia. Muchos sermones se inspiraron en los pecados capitales durante la Edad Media, así como no pocos poemas alegóricos. En el siglo XIV pueden encontrarse en el Libro de Buen Amor de Juan Ruiz, el arcipreste de Hita (1284-1351) y, también, dentro del Rimado de Palacio del canciller de Castilla Pero López de Ayala, en forma de exposición previa o examen de conciencia de la confesión católica de los mismos. Ya en el siglo XV, la Mesa de los pecados capitales (1485, pintura al óleo sobre tabla), del pintor Hieronymus Bosch, refleja una consolidada iconografía de los mismos.
| Los siete pecados capitales se representan con originalidad, con un realismo impecable. En el centro del cuadro se ve una imagen tradicional de Cristo como varón de dolores, saliendo de su tumba. Se dice que representa el ojo de Dios, y la imagen de Cristo es su pupila. Bajo esta imagen hay una inscripción en latín: Cave, cave, Deus vídet? (‘cuidado, cuidado, Dios lo ve’). Es una referencia clara a la idea de que Dios lo ve todo. Alrededor, hay un círculo más grande dividido en siete partes, mostrando cada uno de los siete pecados capitales, que pueden ser identificados por sus inscripciones en latín. Véase:Análisis de la obra |

Posteriormente, el género literario teatral del auto sacramental (siglos XVI, XVII y primera mitad del siglo XVIII) llevado a su perfección por Pedro Calderón de la Barca, testimonia la popularidad de estas alegorías hasta pasada la mitad del siglo XVIII, cuando se prohibió en España representar este tipo de piezas teatrales (1765).

## Virtudes que contempla la Iglesia católica
Una lista de siete virtudes que se oponen a los siete pecados mortales apareció más adelante en un poema épico titulado Psychomachia, escrito por Aurelio Clemente Prudencio, un gobernador cristiano que murió alrededor del año 410 d. C., conlleva la batalla entre las buenas virtudes y los vicios del mal. La enorme popularidad de este trabajo en la Edad Media ayudó a difundir el concepto de la santa virtud en toda Europa. Después de que el papa Gregorio I publicó su lista de siete pecados capitales en el 590 d. C., las siete virtudes se identificaron como castidad, templanza, caridad, diligencia, paciencia, bondad y humildad. Se dice que practicarlos protege a uno contra la tentación de los siete pecados mortales.
La Iglesia católica reconoce siete virtudes que forman parte del cristianismo (que corresponden a cada pecado capital).
| Pecado   | Virtud                              | Descripción |
| -------- | ----------------------------------- | --- |
| Soberbia | Humildad (en latín, humilitas)      | Es la característica que define a una persona modesta, alguien que no se cree mejor o más importante que los demás en ningún aspecto; es la ausencia de soberbia. |
| Avaricia | Generosidad (en latín, generositas) | Hábito de dar y entender a los demás. En momentos de desastres naturales, los esfuerzos de la ayuda son con frecuencia proporcionados, voluntariamente, por los individuos o los grupos que actúan de manera unilateral en su entrega de tiempo, de recursos, de mercancías, dinero, etc. La generosidad es una forma de altruismo y rasgo de la filantropía, como puede verse en las personas anónimas que prestan servicios en una organización sin ánimo de lucro. |
| Lujuria  | Castidad (en latín, castitas)       | Comportamiento voluntario a la moderación y adecuada regulación de placeres y/o relaciones sexuales, ya sea por motivos de religión o social. No es lo mismo que abstinencia sexual ni celibato. |
| Ira      | Paciencia (en latín, patientia)     | Actitud para sobrellevar cualquier contratiempo y dificultad. |
| Gula     | Templanza (en latín, temperantia)   | Moderación en la atracción de los placeres y procura el equilibrio en el uso de los bienes creados. Asegura el dominio de la voluntad sobre los instintos y mantiene los deseos en los límites de la honestidad. |
| Envidia  | Caridad (en latín, caritas)         | Empatía, amistad. |
| Pereza   | Diligencia (en latín, diligentia)   | Es el esmero y el cuidado en ejecutar algo. Como toda virtud se trabaja, netamente, poniéndola en práctica; significa honrar los compromisos, no ser indiferente ni apático, proponerse metas fijas y cumplirlas en su tiempo, poner entusiasmo en las acciones que se realizan y cumplir lo que se promete. |

## Pecados capitales y demonología
En 1589, Peter Binsfeld, basándose libremente en fuentes anteriores, asoció cada pecado con un demonio que tentaba a la gente por medios asociados al pecado. Su clasificación de los demonios es la siguiente:
- Lujuria: Asmodeus
- Gula: Belcebú
- Avaricia: Mammón
- Pereza: Belfegor
- Ira: Satanás
- Envidia: Leviatán
- Soberbia: Lucifer

Según Binsfeld, también existían otros demonios que incitaban a pecar, como los íncubos (demonios masculinos que tenían relaciones sexuales con mujeres durmientes) y los súcubos (demonios femeninos que tenían relaciones sexuales con hombres durmientes), que incitaban a la lujuria.